# Ед Бегли Млађи
Едвард Џејмс Бегли Млађи (енгл. Edward James Begley Jr.; Лос Анђелес, Калифорнија, 16. септембар 1949), амерички је позоришни, филмски и ТВ глумац.
Његова најпознатија улога је др Виктора Ерлиха из телевизијске серије Ст. Елсвер. За свој рад на овој медицинској драми, шест година је био номинован за награду Еми, а добио је и номинацију за Златни глобус.